# Yamaha XJR 1200
Yamaha XJR 1200 je model motocyklu kategorie naked bike, vyvinutý firmou Yamaha, vyráběný v letech 1993–1998. Čtyřválcový vzduchem a olejem chlazený motor byl použit ze sportovního modelu Yamaha FJ 1200. V roce 1998 byl jeho objem motoru zvýšen z 1188 cm³ na 1251 cm³ a motocykl je dále označován jako XJR 1300. Pouze pro Japonsko se vyráběl i model Yamaha XJR 400. V designu je XJR 1200 úzce spjat se stylem sedmdesátých let, ale technicky je na úrovni devadesátých let dvacátého století – je moderní a klasický zároveň.
Předností motocyklu je pružný motor a klasický vzhled, nevýhodou naopak měkká přední vidlice, vyšší spotřeba a pouze pětistupňová převodovka.

## Technické parametry
- Rám: dvojitý kolébkový
- Suchá hmotnost: 232 kg
- Pohotovostní hmotnost:
- Maximální rychlost:
- Spotřeba paliva: